# آرتي ديلا لانا

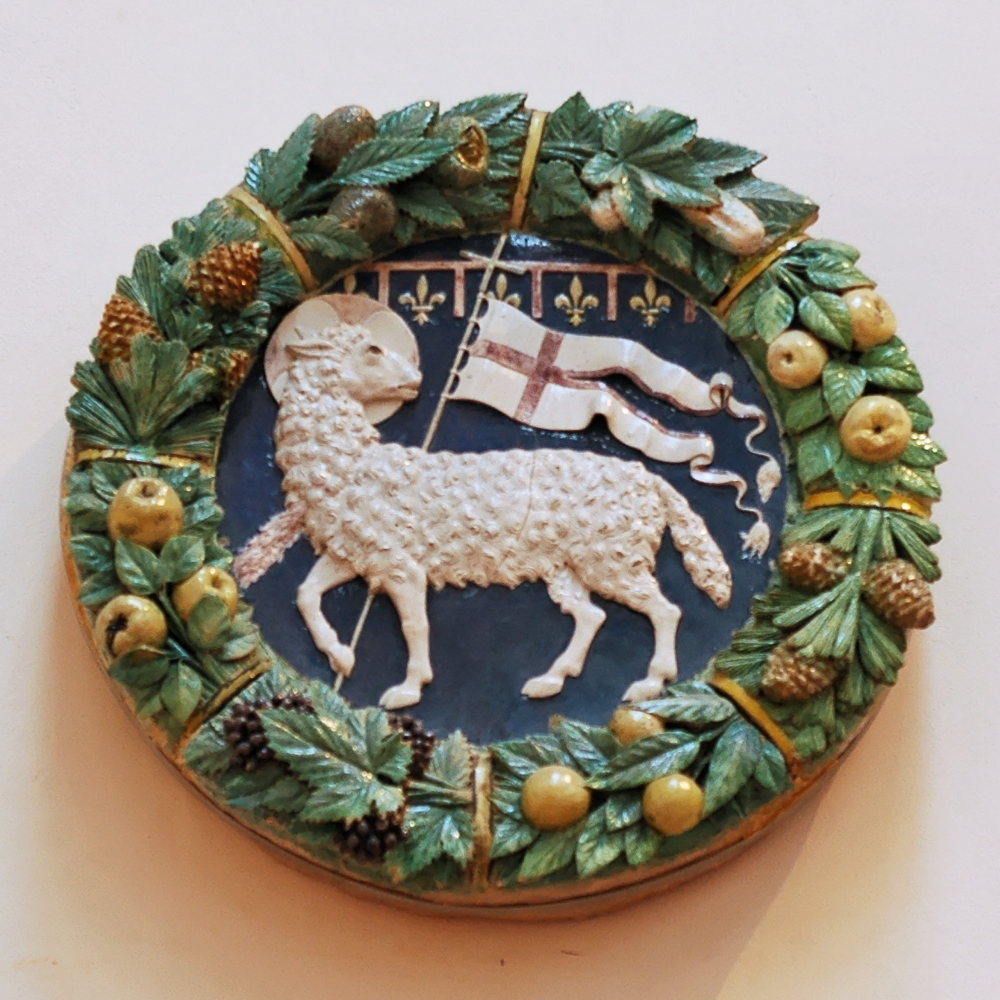
شعار النقابة

آرتي ديلا لانا (بالإيطالية: Arte della Lana)‏ هي نقابة الصوف الفلورنسية خلال العصور الوسطى المتأخرة وعصر النهضة. كان واحدة من أكبر سبعة آرتي ("حرف") في فلورنسا ومنفصلة عن مينوري آرتي (أي "المهن الصغرى"). تعاملت آرتي ديلا لانا في قماش الصوف وتعاونت مع شركات أخرى من المصرفيين والتجار في إدارة البلدية وكلاهما تحت البودستا وجمهورية فلورنسا.